# دوشان زینایا
دوشان زینایا (کرواتی: Dušan Zinaja; ۲۳ اکتبر ۱۸۹۳ – ۲۶ سپتامبر ۱۹۴۸) بازیکن فوتبال و اسکی‌باز اهل یوگسلاوی بود.